# Pareuchiloglanis abbreviatus
Pareuchiloglanis abbreviatus is een straalvinnige vissensoort uit de familie van de zuigmeervallen (Sisoridae). De wetenschappelijke naam van de soort is voor het eerst geldig gepubliceerd in 2007 door Li, Zhou, Thomson, Zhang & Yang.